# Daniel Kowalski
Daniel Steven Kowalski (Singapur, 2 de juliol de 1975) és un nedador australià de mitja i llarga distància especialista en proves d'estil lliure. Va competir en els Jocs Olímpics en les proves de 200, 400 i 1.500 metres estil lliure i en els 4x200 metres relleus. En els Jocs Olímpics d'Atlanta 1996 es convertí en el primer nedador en 92 anys que s'adjudicava medalles en els 200, 400 i 1500 metres lliures. Kowalski ha estat sovint el "convidat de pedra" en els grans duels dels 1.500 m estil lliure entre dos dels millors nedadors de la disciplina, Kieren Perkins i Grant Hackett.
En el seu palmarès també destaquen tres medalles als Campionats del Món en piscina llarga, de plata el 1994 i d'or i bronze el 1998, sis medalles als Campionats del Món en piscina curta, cinc d'or i una de bronze, entre les edicions de 1993 i 1999; així com vuit medalles als Campionats de Natació Pan Pacific, tres d'or i cinc de plata, i sis medalles als Jocs de la Commonwealth, dues d'or, una de plata i tres de bronze.
Kowalski anuncià la retirada de la competició el 8 de maig del 2002. Va estudiar màrqueting esportiu a la Bond University, on es va graduar el 2003. El 2010, després d'anunciar que era gai, va ser seleccionat pels lectors de samesame.com.au com un dels 25 australians gais més influents.